# Augustov hram
44°52′12.6″N 13°50′31″E / 44.870167°N 13.84194°E
Augustov hram je dobro očuvani rimski hram u centru Pule (u rimsko doba Pola) na središnjem gradskom trgu Forum. Hram koji je posvećen prvom rimskom caru Augustu sagrađen je za vrijeme careva života između 2. pr. Kr. i njegove smrti 14. godine nove ere. Nalazi se na podiju s tetrastilnim prostilnim trijemom s korintskim stupovima. Građen je u zahtjevnoj tehnici opus isodomum. Dimenzije hrama su 8 m sa 17.3 m. Bogato urešen friz nalik je onome na većem i starijem hramu Maison Carrée u Nîmesu, Francuska.
Natpis posvete hrama izvorno se sastojao od brončanih slova pričvršćenih na portiku. Danas su ostale sačuvane samo pričvrsne rupe, a većina natpisa stradala je tijekom vremena. Ipak, natpis se sastojao od standardne posvete koja je također pronađena na ostalim Augustovim hramovima, a glasila je:
ROMAE • ET • AUGUSTO • CAESARI • DIVI • F • PATRI • PATRIAE
Romi i Augustu Cezaru, božanskom sinu, ocu domovine
Ovo pokazuje da je hram izvorno bio posvećen i božici Romi, personifikaciji grada Rima. Za razliku od ostalih hramova kao što je Hram Divusa Augusta u Rimu, hram nije bio posvećen divusu (božanskome) Augustu – što je bila titula dana caru nakon smrti. To je, uz arhitektonski stil hrama, omogućilo arheolozima datiranje hrama u kasni augustejski period prije Augustove smrti 14. godine nove ere.
Pod bizantskom upravom hram je pretvoren u crkvu što mu je omogućilo da preživi do modernih vremena, kada je pretvoren u spremište žita da bi početkom 19. stoljeća u njemu bio smješten muzej kamenih spomenika. Tijekom savezničkog zračnog napada 1944. pogođen je bombom i gotovo u potpunosti uništen, pa je 1947. rekonstruiran. Danas služi kao lapidarij u kojem su izložene rimske antičke skulpture od kamena i bronce.

## Galerija
- Augustov hram u Puli.
- Augustov hram u Puli, lijevo.
- Augustov hram u Puli.
- Augustov hram u Puli.
- Augustov hram u Puli.
- Gornji dio Augustovog hrama.
- Reljef u hramu.
- Kolonade hrama.
- Kolonade i unutrašnjost krova ulaznog dijela hrama.
- Kolonade hrama.
- Kolonade hrama.
- Natpis na hramu.
- Natpis na hramu.
- Augustov hram.

## Više informacija
- Amfiteatar u Puli

## Vanjske poveznice
|  | Zajednički poslužitelj ima još gradiva o temi Augustov hram |